# Vicente Giner

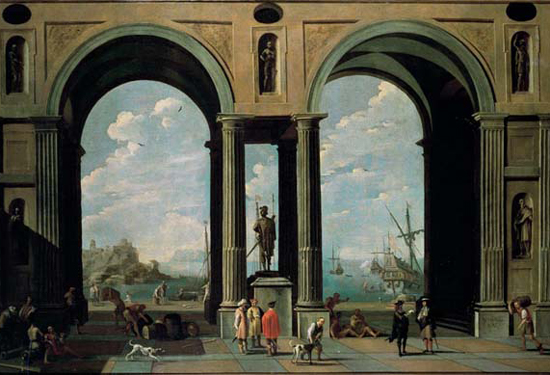
Perspectiva arquitectónica con puerto, firmado «VIN.te GIner/VAL». Madrid, colección del Banco de España.

Vicente Giner (Castellón de la Plana, h. 1636-Roma, 5 de septiembre de 1681) fue un sacerdote y pintor barroco español especializado en perspectivas, caprichos arquitectónicos y vedute, que desarrolló toda su producción pictórica en Roma.

## Biografía
Nacido hacia 1636 en Castellón de la Plana, hijo de Bernabé Giner y Ángela Musseos, cursó estudios de teología en Tortosa, sede de la diócesis a la que pertenecía Castellón. En junio de 1651, contando alrededor de quince años, el pintor Urbano Fos le hizo un préstamo de cuarenta y cinco libras para vestirse y marchar a Tortosa. Por entonces debía de tener ya órdenes menores. En septiembre del mismo año, Giner devolvió el préstamo, siendo estas las únicas noticias documentales que han quedado de su estancia en España.
Consta que ya estaba en Roma en mayo de 1672, pues en ese momento otorgó a su sobrino José Giner un poder general para vender en su nombre cualquiera de sus bienes en España. En ese documento Giner decía ser sacerdote, originario del obispado de Tortosa y estar residiendo en una casa en el Rione di Campo Marzio, en Roma. Poco más tarde, en 1675, revocó esos poderes y otorgó uno nuevo con igual fin a su hermana Gaudencia, monja en el convento de Santa Clara de Castellón, y a mosén Jerónimo Sabater.
En 1680 el artista vivía en régimen de alquiler en Via Gregoriana, en el Palazzo Bonesi, junto a otros clérigos, en su gran mayoría españoles. A finales de 1680, admitido en la congregación romana dei virtuosi al Pantheon, encabezó con Sebastián Muñoz la petición que un grupo de pintores españoles dirigieron a Gaspar de Haro y Guzmán, marqués del Carpio y embajador de España en Roma, para la creación de una Academia española a semejanza de la francesa, proponiendo a Francisco Herrera el Mozo como su director. El embajador, que era uno de los mayores coleccionistas europeos de pintura, acogió la propuesta con agrado y la trasladó a Carlos II con nulo resultado, pues desde Madrid se le contestó que viera el modo de responder cortésmente a los peticionarios, pero que el erario no disponía de medios para acometer la empresa en ese momento.
En Roma su actividad sacerdotal estuvo centrada en el hospital de Santiago y San Ildefonso, de los naturales de los Reinos de Castilla, del que era administrador, y en la iglesia de Santa María de Montserrat de los Españoles, de cuya obra pía fue consejero hasta su muerte, el 5 de septiembre de 1681. La partida de defunción, en la que no constaba como pintor, le daba el título de «sacerdos Hispanus» de 45 años. Fue enterrado en la parroquia de Sant Andrea delle Fratte, cercana a su domicilio. En el codicilo testamentario, redactado un día antes del fallecimiento, declaró no poseer más bienes que algunos cuadros de perspectivas, en su mayor parte no terminados, con los que quería fuesen saldadas sus deudas y se diesen algunos al canónigo Rodrigo Quintanilla, convecino, al que se los debía.

## Obra

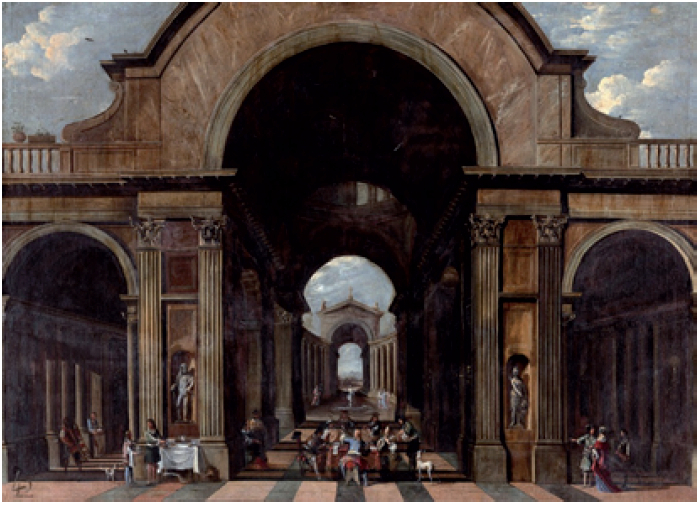
Interior de basílica con músicos en concierto alrededor de una mesa, óleo sobre lienzo, 121 x 167 cm, Valencia, Museo de Bellas Artes de Valencia.

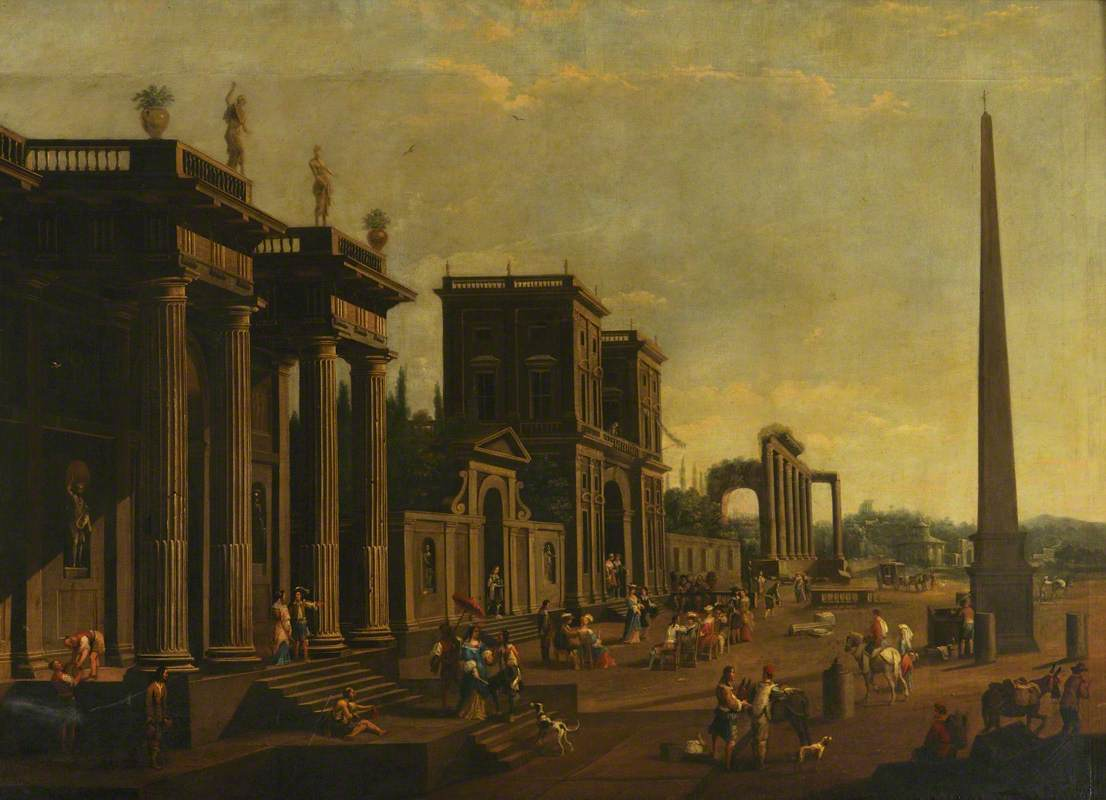
Capricho arquitectónico con figuras y un obelisco, óleo sobre lienzo, 129,5 x 203 cm, National Trust, The Vyne.

Todo lo que se conoce de su producción pictórica son un reducido número de perspectivas arquitectónicas, como las que se citan en el codicilo testamentario, animadas por pequeñas figuras al modo de Viviano Codazzi, el gran especialista del género, con quien David R. Marshall, en su estudio sobre los Codazzi, cree que podría haberse formado en torno a los últimos años de la década de 1650, encargándose de la pintura de las pequeñas figuras de sus arquitecturas antes de independizarse. Giner se especializó en perspectivas arquitectónicas imaginarias, con elementos clásicos mezclados con otros puramente fantásticos, que actuaban como grandes escenarios poblados de figuras anecdóticas, sin intención argumental. Solo raramente creará con esas pequeñas figuras escenas religiosas, como en el caso del Banquete del hijo pródigo de colección particular, motivado quizá por su clientela romana de la que hay noticia, formada por clérigos españoles.
Ya Lázaro Díaz del Valle, cuyo manuscrito se fecha en 1660, hizo mención de Vicente Giner, pintor valenciano que «pintó perspectivas con mucho gusto e inteligencia», de quien tomó la noticia Ceán Bermúdez para su Diccionario de los más ilustres profesores de las Bellas Artes en España (t. 2, p. 129), aunque avanzando erróneamente el tiempo de su actividad a «principios del siglo XVII». Con cierta preferencia por las composiciones simétricas y las vistas frontales de sus edificaciones, trazadas, como en el caso de Viviano Codazzi, con dibujo preciso y un hábil manejo de la luz, incluyó en ellas escenas cotidianas en las que aparecen personajes elegantemente vestidos junto con personas comunes vestidas con sencillez, al modo de las obras del grupo de pintores neerlandeses activos en Roma conocidos como los bamboccianti o bambochantes, si bien, en el caso de Giner, esas figuras adoptan actitudes estáticas, más propias de un gusto clasicista que del mero divertimento.
De sus arquitecturas fantásticas, aunque apoyadas en estudios arqueológicos, se conservan firmadas o atribuidas apenas una docena, dos en la colección del Banco de España (Perspectiva arquitectónica con puerto, Perspectiva arquitectónica con pórtico y jardín), que fueron de la colección del marqués de Villamantilla de Perales en Murcia, las primeras obras de Giner en darse a conocer, dos más que fueron de la colección Garín y posteriormente fueron exportadas (Perspectiva entre columnatas corintias y Perspectiva entre columnatas jónicas), la guardada en la Universidad de Murcia con Daniel en el foso de los leones, y otra en el Museo de Bellas Artes de Valencia (Interior de basílica con músicos en concierto alrededor de una mesa, procedente de la colección Orts-Bosch, ingresada en el Museo en 2004).
A ellas se ha agregado más recientemente algún otro lienzo de igual naturaleza en colecciones privadas y dos obras atribuidas anteriormente a Viviano Codazzi: Capricho arquitectónico con figuras y un obelisco y Capricho arquitectónico, ambas en las colecciones del National Trust, asignadas a Giner por David Marshall en 1987.